# Myleus pacu
El pacu chico (Myleus pacu), también llamado pacú, pacupeba, eatau, es un pez de agua dulce de la familia de los carácidos, subfamilia Serrasalminae. Es nativo de las aguas dulces de Sudamérica, por su origen en el río Amazonas. Es de hábitat tropical, prefiriendo aguas entre 22 y 28 °C. Viven en el tramo medio de los grandes ríos y migran para desovar a arroyos y fondos de grava. Tienen una esperanza de vida de entre 25 y 30 años.
Es conocido como el pez come testículos debido a un incidente ocurrido en Papúa Nueva Guinea.

## Alimentación
Las poblaciones forman bancos de peces y sus mordiscos son muy dolorosos. Es un pez omnívoro que se alimenta también de frutos, plantas, algas y semillas. 
Cuando son adultos se alimentan preferentemente de Podostemaceae (plantas del género Lacis y con menor frecuencia del género Caladium). Tienen un sentido del olfato muy desarrollado y son atraídos por el olor de la grasa animal, como la presente en la sangre, orina, moluscos, insectos, crustáceos o en el sudor.

## Características
Poseen un marcado dimorfismo sexual en peces viejos, los machos desarrollan una aleta dorsal más grande y tienen un mayor colorido, las hembras son de mayor tamaño que los machos y de constitución más robusta y redondeada. Puede llegar a pesar 55 libras (25 kg).
Estrechamente emparentado con las pirañas, posee una fuerte dentición que recuerda por su aspecto a la dentadura humana, dentadura que puede provocar serias heridas pese a su reducido tamaño.Algo que lo hace un pez especial es el hecho de que el aspecto de sus dientes es muy similar al de los humanos, existe una teoría no constatada de que es capaz de alimentarse de humanos.

## Reproducción
Al estar en cardúmenes, tiene una reproducción numerosa. Esta se desarrolla en verano, cuando el agua tiene una temperatura adecuada para los huevos.
Los peces se desplazan a arroyos más pequeños para depositar los huevos. La eclosión sucede luego de aproximadamente 72 horas, siendo el macho quien se encarga de protegerlos.

## Introducción en otras partes del mundo
Es un pez muy apreciado por su sabor, razón por la cual se ha introducido en otras partes del mundo. La especie ha sido introducida en ríos de toda América, desde Estados Unidos a Argentina, en África, sudeste asiático y Oceanía en aguas tropicales y de clima templado. En algunas regiones, ha desplazado a muchas especies autóctonas, llegando a ser un problema para la ecología de algunos ríos.

## Cultura popular
En Paraguay es un pez muy especial, debido a ello, cada 11 de abril se conmemora el Día Nacional del pacú. A la llegada de esa fecha, se realiza lo que se conoce como "siembra ecológica" en el río Paraná. En dicha actividad se lleva a cabo la liberación de miles de individuos criados en centros especializados, con el propósito de repoblar el río con especies autóctonas.